# Polen-Rundfahrt 2007
Die 64. Polen-Rundfahrt wurde vom 9. bis 15. September 2007 in sieben Etappen über eine Distanz von 1237,1 km ausgetragen. Das Etappenrennen ist Teil der UCI ProTour 2007.
Neben den zwanzig zum Start verpflichteten ProTeams erhielten die Professional Continental Teams Ceramica Flaminia und Action-Uniqa eine Wildcard.
Die Gesamtwertung gewann der Belgier Johan Vansummeren, die Punktewertung der Spanier José Joaquín Rojas Gil, die Sprintwertung der Pole Łukasz Bodnar, die Bergwertung der Franzose Yoann Le Boulanger und die Teamwertung das dänische Team CSC.

## Etappen

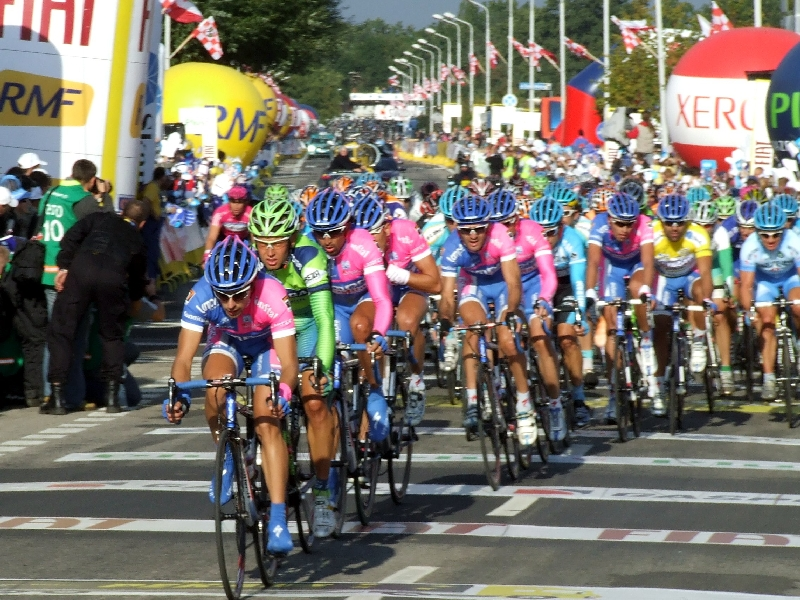
Das Peloton bei Świdnica

| Etappe    | Tag           | Start–Ziel               | km       | Etappensieger           | Gesamtwertung           |
| --------- | ------------- | ------------------------ | -------- | ----------------------- | ----------------------- |
| 1. Etappe | 9. September  | Warschau                 | 3 km     | Lampre-Fondital         | Roberto Longo (LAM)     |
| 2. Etappe | 10. September | Płońsk–Olsztyn           | 203,6 km | Graeme Brown (RAB)      | Graeme Brown (RAB)      |
| 3. Etappe | 11. September | Ostróda–Gdańsk           | 192,3 km | David Kopp (GST)        | Wouter Weylandt         |
| 4. Etappe | 12. September | Chojnice–Poznań          | 242,3 km | Danilo Napolitano (LAM) | Danilo Napolitano (LAM) |
| 5. Etappe | 13. September | Września–Świdnica        | 264,5 km | Murilo Fischer (LIQ)    | Danilo Napolitano (LAM) |
| 6. Etappe | 14. September | Dzierżoniów–Jelenia Góra | 183,7 km | Filippo Pozzato (LIQ)   | Murilo Fischer (LIQ)    |
| 7. Etappe | 15. September | Jelenia Góra –Karpacz    | 147,7 km | Johan Vansummeren (SIL) | Johan Vansummeren (SIL) |

## Wertungen im Tourverlauf
Die Tabelle zeigt den Führenden in der jeweiligen Wertung nach der jeweiligen Etappe an.
| Etappe | Gesamtwertung            | Zwischensprintwertung | Bergwertung              | Punktwertung             | Teamwertung       |
| ------ | ------------------------ | --------------------- | ------------------------ | ------------------------ | ----------------- |
| 1.     | Roberto Longo (LAM)      |                       |                          |                          | Lampre-Fondital   |
| 2.     | Graeme Brown (RAB)       | Łukasz Bodnar (AUN)   | –––                      | Graeme Brown (RAB)       | Team Gerolsteiner |
| 3.     | Wouter Weylandt (QST)    | Łukasz Bodnar (AUN)   | –––                      |                          | Team Gerolsteiner |
| 4.     | Danilo Napolitano (LAM)  | Łukasz Bodnar (AUN)   | Murilo Fischer (LIQ)     | José Joaquín Rojas (GCE) | Team Gerolsteiner |
| 5.     | Danilo Napolitano (LAM)  | Łukasz Bodnar (AUN)   | Murilo Fischer (LIQ)     | Danilo Napolitano (LAM)  | Lampre-Fondital   |
| 6.     | Murilo Fischer (LIQ)     | Łukasz Bodnar (AUN)   | Yoann Le Boulanger (BBO) | José Joaquín Rojas (GCE) | Team Gerolsteiner |
| 7.     | Johan Van Summeren (PRL) | Łukasz Bodnar (AUN)   | Yoann Le Boulanger (BBO) | José Joaquín Rojas (GCE) | Team CSC          |